# Manuel III de Trebisonda
Manuel III Comnè fou el divuitè emperador de Trebisonda, que va governar en dinovè lloc durant el període 1390-1417. Va pujar al tron després de la mort del seu pare. Durant el seu regnat va tenir lloc l'arribada del líder asiàtic Tamerlà i el país va ser escenari d'algunes de les lluites entre els mongols i els otomans. Les disputes entre els comerciants genovesos i els venecians van acabar apartant aquests darrers de Trebisonda, cosa que va repercutir negativament en l'economia. Va ser un home religiós. Al final dels seus dies va tenir el disgust de veure com el seu fill s'alçava en armes contra ell, encara que només va quedar en un ensurt.

## Involucrat en les guerres entre mongols i otomans
Manuel va néixer el 16 de desembre del 1364, fill de l'emperador Aleix III Comnè de Trebisonda i de la seva esposa Teodora Cantacuzena. Va passar a ser l'hereu del regne amb la mort del seu germà gran, Basili, el 1377. Manuel, igual com havia fet el seu pare, es va preocupar en mantenir i millorar els edificis eclesiàstics. L'any que va ascendir al tron va presentar al monestir de Soumela una creu ornada, dins la qual es deia que hi havia una relíquia (stavrotheke), un fragment de la creu en la qual Jesús de Natzaret va ser crucificat.
El regne que va heretar quan va succeir el seu pare el març del 1390 estava sota amenaça del governant de l'Imperi Otomà, el soldà Baiazet I, que ja des del 1398 havia començat a posicionar el seu exèrcit al llarg de la costa de la mar Negra fins a arribar a la frontera de l'Imperi de Trebisonda. El mongol Tamerlà, que havia estat guerrejant per obtenir el domini de la part oriental d'Anatòlia durant el 1394, va tornar i el 27 d'agost del 1400, va capturar Sivas i va deixar sense vida tots els defensors de la ciutat. Tamerlà va demanar a Manuel que el seu exèrcit se li unís en la següent batalla contra els otomans. L'emperador de Trebisonda no va enviar el seu exèrcit, però sí que va contribuir amb vint vaixells al servei de Tamerlà.
Baiazet i Tamerlà finalment es van enfrontar a la batalla d'Ankara, en què Tamerlà va derrotar els otomans i va fer pres el soldà. Durant els vuit mesos següents Tamerlà es va moure per Anatòlia espoliant els territoris otomans i tornant a establir l'organització anterior dels beilicats, que a partir d'ara ja no formarien part de l'Imperi Otomà. No va ser fins al 1413 quan Mehmet I va derrotar el darrer dels seus germans, que l'Imperi Otomà va tornar a ser una amenaça per als països veïns.
Quan Tamerlà va marxar d'Àsia Menor el 1403, una part del seu exèrcit es va separar i va visitar la ciutat de Kerasos i es dedueix que van devastar la zona d'Oinaion. Només la dificultat de viatjar per les muntanyes que envolten Kerasos va evitar que anessin a fer pillatge més enllà, i així es va salvar Trebisonda. Tamerlà va posar el seu nebot Mirza Halil a càrrec del govern d'Armènia, Trebisonda i Geòrgia, però quan el seu pare va morir el 1405, Halil va abandonar el seu lloc per assumir el tron a Samarkanda.
La marxa de Mirza Halil va deixar un buid de poder que va ocupar Qara Qoyunlu, els anomenats ovelles negres dels turcmans. Manuel va fer servir la diplomàcia per evitar aquesta nova amenaça i, seguint el model de política matrimonial que havia iniciat el seu pare, va aconseguir que una de les seves filles fos l'esposa d'un dels governants més perillosos, Qara Yusuf dels Qara Qoyunlu. Una altra filla es va casar amb Ali Beg, kan dels rivals dels anteriors, els Aq Qoyunlu, anomenats ovelles blanques. La filla gran va ser l'esposa de l'emperador romà d'Orient Joan VIII Paleòleg i la menor es va casar amb el rei Jordi Brankovic de Sèrbia.
El 1404 Manuel va rebre a la seva cort l'ambaixador de Tamerlà, Ruy González de Clavijo, el qual va escriure el següent sobre l'emperador:
| « | L'emperador i el seu fill anaven vestits amb les robes imperials. Portaven sobre els seus caps uns barrets alts coronats amb cordills d'or, a la part de dalt dels quals hi havia plomes de grua i els barrets estaven lligats a pells de marta... Aquest emperador és tributari de Timur Beg i d'altres turcs que són veïns seus. Està casat amb una parent de l'emperador de Constantinoble i el seu fill amb la filla d'un cavaller de Constantinoble, i té dues filles petites. | » |
| — | |   |

## Relacions amb els comerciants italians
Les relacions amb els venecians van millorar més que amb els genovesos. El 1391 es va concloure un pacte, que tornava a les condicions establertes en el pacte del 1319, el qual reduïa les taxes sobre els béns amb què mercadejaven i els confirmava els antics privilegis. El 1396 Manuel va signar una butlla d'or pressionat per la insistència del representant dels venecians, Gussoni, que els permetria comerciar per tot el reialme i els garantia tenir la seva pròpia església catòlica, el seu propi banc i un tribunal de justícia només per a ells. Manuel va enviar una campana i un rellotge a Venècia perquè els reparessin; als arxius d'aquella ciutat va quedar enregistrada l'arribada el 1416 d'una ambaixada procedent de Trebisonda.
Amb els genovesos van haver freqüents baralles. Manuel va ser acusat de subornar els funcionaris genovesos de Galata, un districte de Constantinoble. El 1416 Gènova va decidir replicar a la seva interferència prenent una actitud hostil des del seu castell a Trebisonda. La situació va esdevenir tan seriosa que els venecians van donar ordres als seus vaixells de no ancorar als ports de Trebisonda.

## Discòrdia amb Aleix IV
En els darrers anys del regnat de Manuel van sorgir desavinences amb el seu fill Aleix, tot i que li havia donat el títol de dèspota i li havia donat competències en el govern. Manuel va tenir durant un temps al seu servei un home com a secretari personal i el favor mostrat cap a aquest home va despertar ressentiment entre l'aristocràcia, ja que ell era de procedència humil. Els envejosos aristòcrates no van parar de criticar per tal de desacreditar aquest secretari als ulls de la ciutadania. El fill de l'emperador va aprofitar el descontentament popular per alçar-se contra el seu pare exigint la destitució d'aquell home. Els nobles es van unir a la revolta d'Aleix i, entre tots, van presentar setge a Manuel, que es va refugiar a la ciutadella. Finalment Manuel va accedir al que li demanaven, la multitud es va dispersar però Aleix, que en realitat cobejava la corona es negava a abandonar. Quan va veure que es quedava sense suport, Aleix es va veure forçat a reconciliar-se amb el seu pare. Irònicament, el preu pel perdó del pare va consistir que Aleix agafés el jove secretari al seu servei. Manuel III va morir el març del 1417 i el va succeir el seu fill, Alexios IV. Va córrer el rumor que Aleix havia precipitat la mort de Manuel.

## Matrimonis i descendència
Manuel es va casar el 1377 amb Gulkhan-Eudòxia de Geòrgia, la vídua del seu germà gran Andrònic i filla del rei David IX de Geòrgia. Van tenir almenys un fill:
- Aleix, que va succeir el seu pare.
- Una filla de nom desconegut, casada amb Joan VIII Paleòleg, emperador romà d'Orient.
- Una altra filla de nom desconegut, casada amb Ali Beg, kan dels Aq Qoyunlu.
- Una altra filla de nom desconegut, casadaamb el rei Jordi Brankovic de Sèrbia.

El 1395 es va casar amb Anna Philanthropene, pertanyent a la família aristocràtica romana d'Orient dels Ducas.
Segons Thierry Ganchou, Manuel va tenir un fill amb la segona esposa, que podria ser el Comnè que Jordi Franza esmenta a la seva crònica. Aquest Comnè va ser el primer propietari del semental stallion Sphrantzes, el qual va muntar durant la campanya a Morea el 1429, i que es va casar amb Eudòxia la filla de Manuel Paleòleg Cantacuzè, però va morir abans que la parella tingués descendència.